# Andrej Babiš
Andrej Babiš (AFI: [ˈandrɛj ˈbabɪʃ]; Bratislava, 2 de setembro de 1954) é um empresário e político checo, ex-primeiro-ministro do país de 2017 a 2021, após a vitória nas eleições legislativas de outubro daquele ano. Ele é o fundador e líder do partido ANO 2011 (Centrista liberal).

## Empresário
Quando os regimes comunistas da Europa de Leste caíram, ele estava encarregue do fornecimento de bens estratégicos. Utilizou a sua posição privilegiada e contactos para assumir a empresa nacional eslovaca de agroquímicos Petrimex. Mais tarde, comprou outras empresas estatais que foram vendidas e subvalorizadas durante o processo de privatização . O seu biógrafo Jakub Patocka observa que "construiu a sua fortuna utilizando subsídios europeus em seu favor ". A revista Forbes estima a sua fortuna em quase 3,5 mil milhões de euros em 2017.
Sua fortuna permitiu-lhe investir muito na mídia: ele é dono de três jornais diários, um jornal semanal, websites e uma estação de rádio.

## Carreira política
Ministro das Finanças entre 2014 e 2017, ele foi demitido do governo em maio de 2017, a pedido de Bohuslav Sobotka, após muitas controvérsias sobre ele. Em especial, é acusado de ter realizado transacções financeiras duvidosas, de fraude fiscal e de ter estado várias vezes numa situação de conflito de interesses.
O chefe de Governo  Andrej Babis, oficialmente ex-proprietário do grupo empresarial Agrofert (uma mais grande na Europa Central) foi investigado por um grande beneficiado de dois milhões de euros de um programa europeu para pequenas e médias empresas pelo Gabinete europeu antifraude (OLAF) da Comissão Europeia. Polícia checa recomenda acusação dele de fraude em  Abril 2019.
A 3 de Outubro de 2021, o seu nome foi mencionado nos Pandora Papers. De acordo com estes documentos, em 2009 adquiriu catorze propriedades, incluindo o luxuoso Château Bigaud em Mougins (França), transferindo uma soma de quinze milhões de euros de origem desconhecida através de três empresas offshore - uma registada no Mónaco e outra nas Ilhas Virgens Britânicas - que não foram declaradas às autoridades checas. Este acordo é sem precedentes para este tipo de aquisição, para a qual recorreu aos serviços de um advogado francês associado a uma firma panamenha especializada na criação de empresas offshore.